# Sevenans
Cet article possède un paronyme, voir Secenans.
Sevenans [sɛvnɑ̃] est une commune française située dans le département du Territoire de Belfort, la région culturelle et historique de Franche-Comté et la région administrative Bourgogne-Franche-Comté. 
Ses habitants sont appelés les Sevenanais.
Le nom officiel de la commune ne comporte pas d'accent aigu (code officiel géographique de l'Insee). Toutefois, Sévenans est une dénomination fréquente dans le langage courant.

## Géographie
Sevenans, qui dépend du canton de Danjoutin, est située au carrefour de la route nationale 437 continuant vers Montbéliard et de la RN 19 reliant Belfort à Delle. À l'époque gallo-romaine, une voie longeant la rive gauche de la vallée de la Savoureuse traversait le territoire de Sevenans, venant de Trétudans et montant vers le nord, vers Andelnans.

### Climat
Pour des articles plus généraux, voir Climat de la Bourgogne-Franche-Comté et Climat du Territoire de Belfort.
En 2010, le climat de la commune est de type climat de montagne, selon une étude du Centre national de la recherche scientifique s'appuyant sur une série de données couvrant la période 1971-2000. En 2020, Météo-France publie une typologie des climats de la France métropolitaine dans laquelle la commune est exposée à un climat semi-continental et est dans la région climatique  Vosges, caractérisée par une pluviométrie très élevée (1 500 à 2 000 mm/an) en toutes saisons et un hiver rude (moins de 1 °C). 
Pour la période 1971-2000, la température annuelle moyenne est de 9,7 °C, avec une amplitude thermique annuelle de 17,4 °C. Le cumul annuel moyen de précipitations est de 1 186 mm, avec 12,7 jours de précipitations en janvier et 10,5 jours en juillet. Pour la période 1991-2020, la température moyenne annuelle observée sur la station météorologique de Météo-France la plus proche, « Dorans », sur la commune de Dorans à 2 km à vol d'oiseau, est de 10,9 °C et le cumul annuel moyen de précipitations est de 974,0 mm. 
La température maximale relevée sur cette station est de 38,1 °C, atteinte le 24 juillet 2019 ; la température minimale est de −16 °C, atteinte le 20 décembre 2009,,. 
Les paramètres climatiques de la commune ont été estimés pour le milieu du siècle (2041-2070) selon différents scénarios d'émission de gaz à effet de serre à partir des nouvelles projections climatiques de référence DRIAS-2020. Ils sont consultables sur un site dédié publié par Météo-France en novembre 2022.

## Urbanisme

### Typologie
Au 1er janvier 2024, Sevenans est catégorisée bourg rural, selon la nouvelle grille communale de densité à sept niveaux définie par l'Insee en 2022.
Elle est située hors unité urbaine. Par ailleurs la commune fait partie de l'aire d'attraction de Belfort, dont elle est une commune de la couronne,. Cette aire, qui regroupe 91 communes, est catégorisée dans les aires de 50 000 à moins de 200 000 habitants,.

### Occupation des sols
L'occupation des sols de la commune, telle qu'elle ressort de la base de données européenne d’occupation biophysique des sols Corine Land Cover (CLC), est marquée par l'importance des territoires agricoles (56,4 % en 2018), en diminution par rapport à 1990 (61 %). La répartition détaillée en 2018 est la suivante : 
zones urbanisées (28,1 %), terres arables (23,4 %), zones agricoles hétérogènes (19,9 %), prairies (13,1 %), forêts (11,8 %), eaux continentales (3,6 %). L'évolution de l’occupation des sols de la commune et de ses infrastructures peut être observée sur les différentes représentations cartographiques du territoire : la carte de Cassini (XVIIIe siècle), la carte d'état-major (1820-1866) et les cartes ou photos aériennes de l'IGN pour la période actuelle (1950 à aujourd'hui).

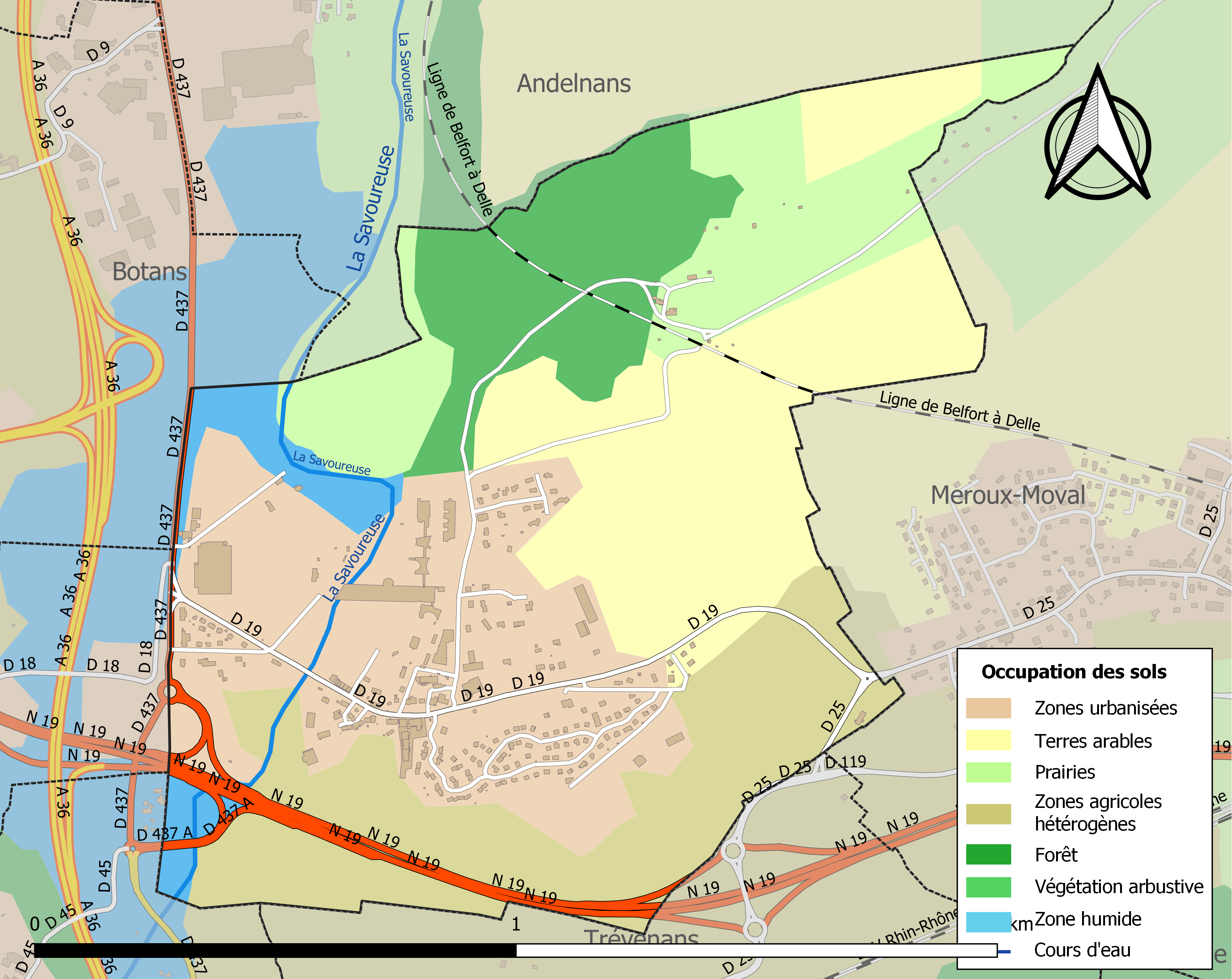
Carte des infrastructures et de l'occupation des sols de la commune en 2018 (CLC).

## Toponymie
- D'un nom de personne germanique Savera(n) + -ingos[14].
- Severnens (1147), Vernans (1342), Vfernas (1394), Severnans/Seuernans et Sifernans (1427), Sevonäns (1644), Sevenans (1655).

## Histoire

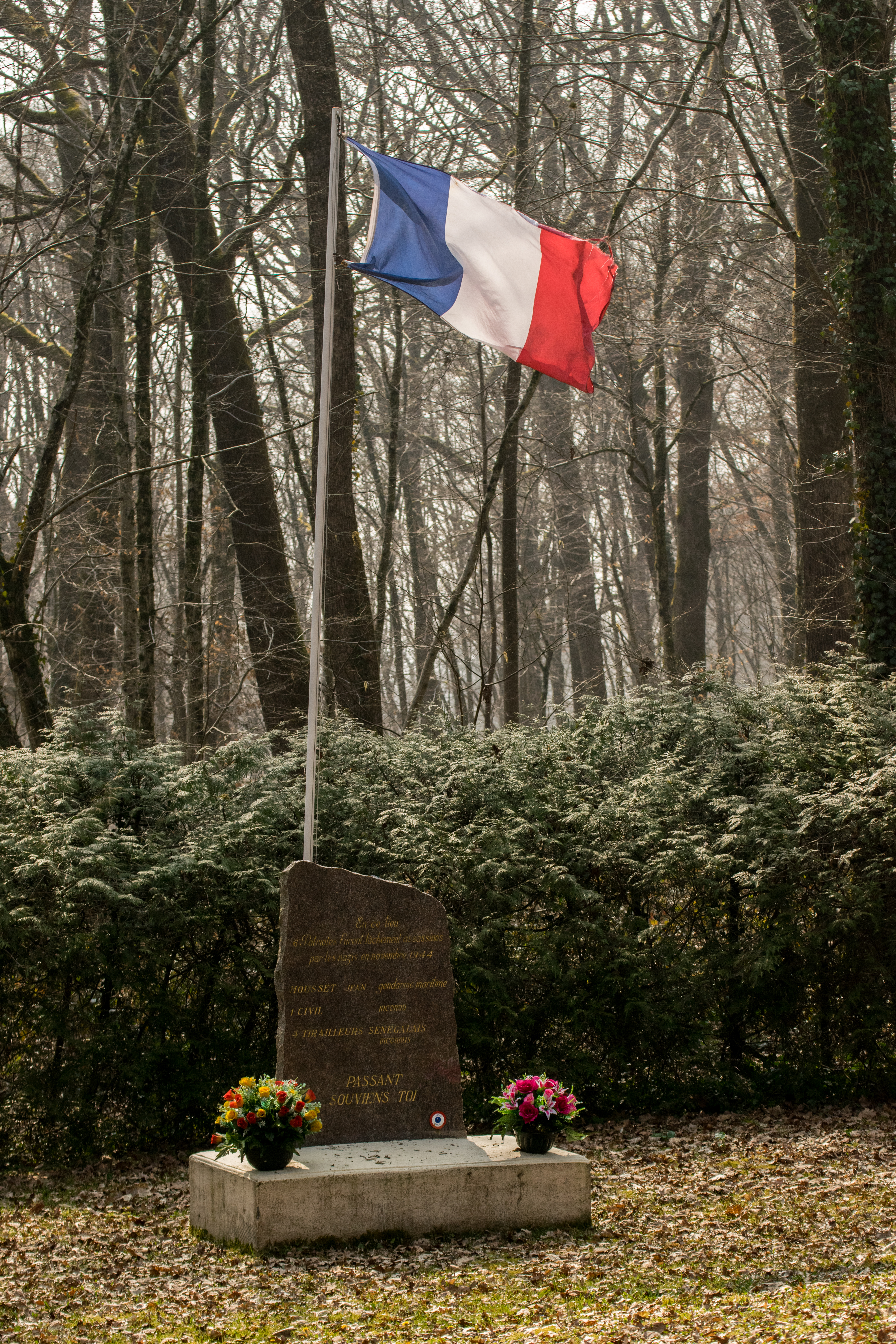
Stèle des fusillés.

Le nom du village est mentionné pour la première fois en 1147, celui-ci est alors dépendant de la mairie de l'Assise-sur-l'Eau et de la prévôté de Belfort. Le hameau de Leupe, cité en 1347 dans le partage de la succession de Jeanne de Montbéliard fait partie de la commune de Sevenans.
Au XVIIIe siècle y était exploité du minerai de fer destiné aux fourneaux de Châtenois-les-Forges et de Belfort.
François-Bernardin Noblat (1714-1792) crée la seigneurie de Sevenans à la suite d'un échange en 1768 avec la duchesse de Mazarin. La seigneurie comprend les hameaux de Sevenans, Moval et Leuppe. Noblat fait construire le château, qui sera remanié au XIXe siècle par les Saglio puis rénové en 2003.
Sevenans est rattachée à la paroisse de Bermont.

## Héraldique
|  | Les armes de la commune se blasonnent ainsi : D’azur à trois jumelles d’or et à la bordure de gueules. |

## Politique et administration
| Période                                  | Période     | Identité          | Étiquette | Qualité    |
| ---------------------------------------- | ----------- | ----------------- | --------- | ---------- |
| Les données manquantes sont à compléter. |             |                   |           |            |
| mars 1989                                | mars 2008   | Jean-Pierre Roth  |           |            |
| mars 2008                                | 27 mai 2020 | Didier Pornet     |           | Professeur |
| 27 mai 2020                              | En cours    | Maryline Morallet |           |            |

## Population et société

### Démographie
L'évolution du nombre d'habitants est connue à travers les recensements de la population effectués dans la commune depuis 1793. Pour les communes de moins de 10 000 habitants, une enquête de recensement portant sur toute la population est réalisée tous les cinq ans, les populations de référence des années intermédiaires étant quant à elles estimées par interpolation ou extrapolation. Pour la commune, le premier recensement exhaustif entrant dans le cadre du nouveau dispositif a été réalisé en 2005.

En 2022, la commune comptait 696 habitants, en évolution de −1,42 % par rapport à 2016 (Territoire de Belfort : −2,78 %, France hors Mayotte : +2,11 %).
| 1793 | 1800 | 1806 | 1821 | 1831 | 1836 | 1841 | 1846 | 1851 |
| ---- | ---- | ---- | ---- | ---- | ---- | ---- | ---- | ---- |
| 105  | 100  | 114  | 109  | 156  | 136  | 144  | 138  | 156  |

| 1856 | 1861 | 1866 | 1872 | 1876 | 1881 | 1886 | 1891 | 1896 |
| ---- | ---- | ---- | ---- | ---- | ---- | ---- | ---- | ---- |
| 122  | 139  | 136  | 130  | 142  | 142  | 151  | 143  | 133  |

| 1901 | 1906 | 1911 | 1921 | 1926 | 1931 | 1936 | 1946 | 1954 |
| ---- | ---- | ---- | ---- | ---- | ---- | ---- | ---- | ---- |
| 130  | 117  | 135  | 131  | 149  | 158  | 140  | 151  | 163  |

| 1962 | 1968 | 1975 | 1982 | 1990 | 1999 | 2005 | 2006 | 2010 |
| ---- | ---- | ---- | ---- | ---- | ---- | ---- | ---- | ---- |
| 194  | 223  | 194  | 201  | 575  | 726  | 794  | 787  | 718  |

| 2015 | 2020 | 2022 | - | - | - | - | - | - |
| ---- | ---- | ---- | - | - | - | - | - | - |
| 688  | 703  | 696  | - | - | - | - | - | - |

### Santé
L'hôpital le plus proche est l'hôpital Nord Franche-Comté situé dans la commune voisine de Trévenans,.

## Économie

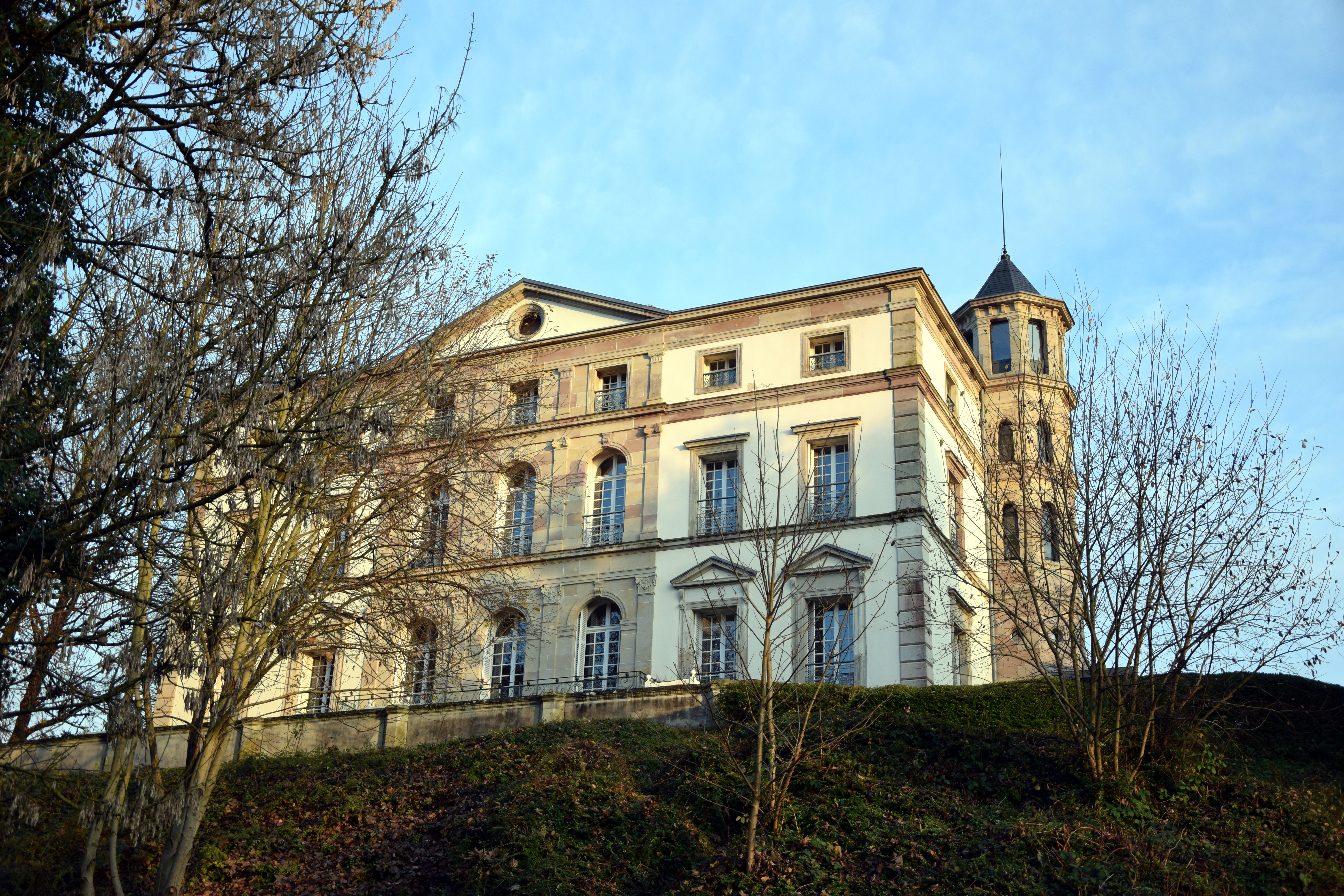
Château Saglio, siège de la direction de l'UTBM.

L'Université de technologie de Belfort-Montbéliard (UTBM), école d'ingénieurs du nord de la Franche-Comté s'est développée dans les années 1980 autour du château Saglio, construit peu après 1768 pour les Noblat. Les bâtiments de l'université ont été conçus par l'architecte Roland Castro.
L'UTBM étant issue du regroupement de l'Institut Polytechnique de Sevenans (IPSé) et de l'école nationale d'ingénieurs de Belfort (ÉNIBe), il reste sur le campus de Sevenans l'administration et deux départements : 
- le Tronc Commun (1er cycle)
- la branche Génie Mécanique et Conception (2e cycle).

L'IRECI, bâtiment situé à proximité du campus de l'UTBM, accueille différentes entreprises.

## Lieux et monuments

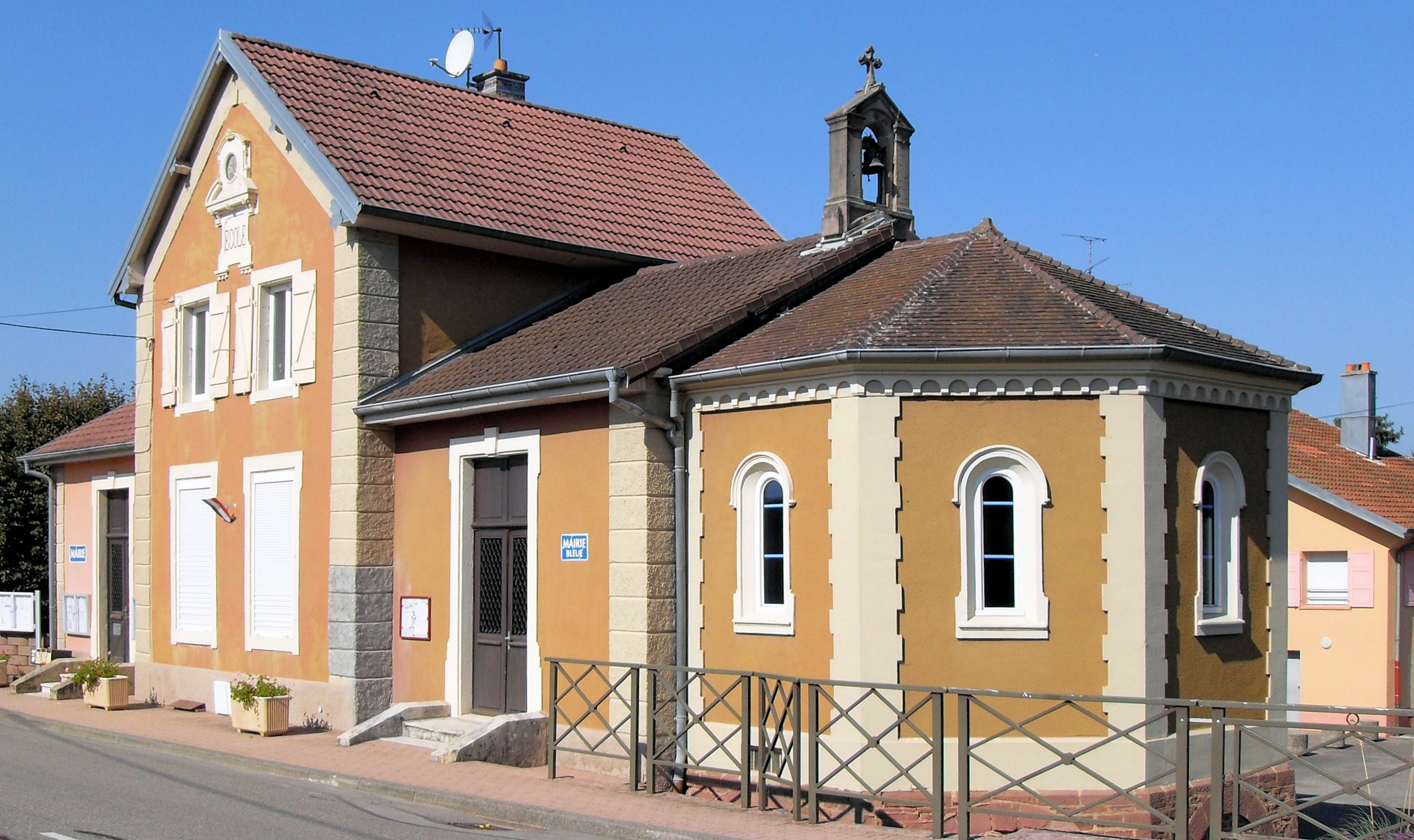
La mairie et la maison commune dite mairie bleue.

- Sevenans possède une mairie particulière, aménagée dans l'ancienne chapelle Sainte-Amélie, dépendance du château Saglio.
- Le château Saglio rénové en 2003 est occupé par la direction de l'UTBM.

## Pour approfondir